# Анніка Несвольд
Анніка Несвольд (англ. Annika Nessvold; нар. 24 лютого 1971) — колишній футбольний захисник Швеції. Грала за жіночу національну футбольну збірну Швеції. Зіграла три матчі за збірну на літніх Олімпійських іграх 1996 року. На клубному рівні Несвольд грала за футбольний клуб Мальме ФФ.